# 陈白皋
陈白皋（？—），男，中华人民共和国政治人物，曾任国务院侨务办公室副主任，第五、八、九届全国政协委员。